# Qelitsadi
Qelitsadi (georgiska: ყელიცადი) är en sjö i Georgien. Den ligger i den norra delen av landet, 100 km norr om huvudstaden Tbilisi.